# Jocelyn (opera)
Jocelyn (Op. 100) is een vierdelige opera van Benjamin Godard op een Franstalig libretto van Paul Armand Silvestre en de tenor Victor Capoul. 
Het verhaal van de opera is gebaseerd op een gedicht van Alphonse de Lamartine en vindt plaats in Grenoble en de nabije bergen tijdens de Sacramentsdag naar het einde van de 18de eeuw toe. De partituur is opgedragen A mon ami Daniel Barton.
Deze opera is vooral gekend omdat het Godards best bekende compositie bevat, namelijk een Berceuse (wiegenlied) voor tenor getiteld Oh! ne t'éveille pas encore, in het Engels ook gekend onder de titel Angels Guard Thee.
Jocelyn werd op 25 februari 1888 gecreëerd in de koninklijke Muntschouwburg te Brussel met Pierre-Émile Engel in de hoofdrol. Op 13 oktober 1888 vond er ook een nieuwe productie plaats te Parijs met een alternatieve cast.

## Rolverdeling
| Rol               | Stem           | Première cast, 25 februari 1888 (dirigent: Joseph Dupont) |
| ----------------- | -------------- | --------------------------------------------------------- |
| Laurence          | sopraan        | Rose Caron                                                |
| Julie             | sopraan        | Storrelle                                                 |
| Jong bergmeisje   | mezzo-sopraan  | Angèle Legault                                            |
| Jocelyns moeder   | mezzo- sopraan | L Van Besten                                              |
| Jocelyn           | tenor          | Pierre-Émile Engel                                        |
| Julie's verloofde | bariton        | Rouyer                                                    |
| De bisschop       | bas-bariton    | Arthur Henri Seguin                                       |
| Laurences vader   | baritone       | Jacques Isnardon                                          |
| Oude man          | bas            | Jules Vinche                                              |
| Oude herder       |                | Jules Vinche                                              |
| Gaoler            | bas            | Frankin                                                   |

## Opnames
Het populaire wiegenlied uit deze opera kende al heel wat opnames met verscheidene tenors, waaronder Capoul, John McCormack, Edmond Clément, Richard Crooks, Jussi Björling en Plácido Domingo, en ook door de cellist Pablo Casals.